# Rubén Martínez Dalmau
Rubén Martínez Dalmau (Teulada (Marina Alta), 17 de novembre de 1970) és un professor, jurista, politòleg i polític valencià. Va ser el vicepresident segon i conseller d'Habitatge i Arquitectura Bioclimàtica en la primera meitat de la X Legislatura (2019-2021) en el Consell de la Generalitat Valenciana presidit per Ximo Puig.

## Biografia
Nascut a Teulada, de ben menut es trasllada amb la família a Xàbia on passa els primers anys de vida. A divuit anys es muda a València on estudia Dret a la Universitat i esdevé doctor el 2003 i professor titular de Dret Constitucional. També és consultor a la Universitat Oberta de Catalunya i llicenciat en Ciències Polítiques per la UNED.
Va fer estudis de doctorat a Friburg, Alemanya i de postdoctorat a Nàpols, Itàlia. La seva línia de recerca se centra en la legitimitat democràtica, les condicions democràtiques d'institucions com els bancs centrals, la legitimitat democràtica del procés europeu, i els processos constituents, principalment els llatinoamericans. És un dels autors de referència sobre la teoria del poder constituent. Ha estat investigador en temes europeus del Pol Europeu Jean Monnet, depenent de la Comissió Europea. És un dels teòrics sobre el "Nou constitucionalisme latinoamericà". Dirigeix Democracia+. Grupo de investigación sobre poder constituyente y nuevo constitucionalismo.
Va ser assessor dels processos constituents de Veneçuela (1999), Bolívia (2006-2007) i Equador (2008), on va formar part dels equips tècnics de redacció de les Constitucions. És docent en cursos de postgrau d'Europa i Amèrica Llatina, especialment en Itàlia i Colòmbia. És coordinador del Màster en Dret Constitucional i Dret Processal Constitucional de la Universidad Mayor de San Andrés (UMSA), en Bolívia.
Forma part de la xarxa de coneixement Harmony with Nature Knowledge Network, que depèn del programa Harmony with Nature de Nacions Unides.
Activista pels drets humans, ha treballat activament amb organitzacions com ara Amnistia Internacional, on va ser membre del Consell Executiu. Resideix al barri del Cabanyal, on ha participat en les lluites veïnals per millorar el barri. A les eleccions generals espanyoles de 2015 fou el número tres per la província d'Alacant a la llista de Compromís-Podemos-És el moment i fou elegit diputat.
En 1993 va ser un dels fundadors del Centre d´Estudis Polítics i Socials (CEPS), posteriorment Fundació Centro de Estudios Políticos y Sociales, que des del 2000 va fer projectes de col·laboració amb Amèrica Llatina. En agost de 2018 va prendre possessió com a membre de la Academia Colombiana de Jurisprudencia.

## Trajectòria política
Martínez Dalmau s'integrà a la candidatura És el moment formalitzada per Compromís i Podem, en representació d'aquest últim, i esdevenint diputat al Congrés espanyol en la XI legislatura (2016) per la circumscripció d'Alacant. Abans però havia sigut designat senador suplent per les Corts Valencianes per al període 2015-2018 tot i que mai va arribar a exercir este càrrec.
El 2019 guanya les primàries per a encapçalar la candidatura de Podem (en coalició amb Esquerra Unida del País Valencià: Unides Podem) a les eleccions a les Corts Valencianes per la circumscripció d'Alacant, aconseguint 8 escons (5 menys que en l'anterior convocatòria). Unides Podem s'integrà a l'executiu resultant dirigit pel socialista Ximo Puig i el principal soci de govern Compromís liderat per Mónica Oltra, a diferència de l'anterior executiu conegut com a Govern del Botànic. Així Dalmau és nomenat vicepresident segon i conseller d'Habitatge i Arquitectura Bioclimàtica de la Generalitat Valenciana. Seguint el codi ètic de Podem abandonà l'escó a les Corts i el càrrec de síndic-portaveu del grup parlamentari en favor de Naiara Davó.

### Vicepresident 2n i conseller d'Habitatge
Durant el seu mandat al capdavant de la conselleria aconseguí algunes fites com el Decret Llei de Tanteig i Retracte que permet a l'Administració quedar-se un habitatge quan es procedirà a la seua venda -tantege- o després que s'haja venut -retracte- i que va encaminat a aconseguir objectius com l'ampliació del parc públic d'habitatges o frenar l'especulació. El decret també involucra als consistoris valencians, permetent-los exercir aquests drets d'adquisició preferent, una potestat que només tenia la Generalitat Valenciana. El conseller va impulsar acords amb Sareb per a l'adquisició d'habitatges, convocatòries públiques d'adquisició d'habitatges a particulars o la promoció de noves construccions a través d'empreses privades o de la pública Entitat Valenciana d'Habitatge (EVha).
Martínez Dalmau anuncià la seua dimissió i sortida de la vida política l'agost de 2021 arran de les diverses crisis internes de Podem i la manca de sintonia amb la seua coordinadora Pilar Lima i fou substituït per Héctor Illueca, en aquell moment director general de la Inspecció de Treball i Seguretat Social del Ministeri de Treball d'Espanya, que també va exercir com a diputat de Podem al Congrés espanyol.

## Obres
- Aspectos constitucionales del Ministerio Fiscal (1999)
- Cambio político y proceso constituyente en Venezuela (2000, amb Roberto Viciano Pastor)
- La independencia del Banco Central Europeo (2005)
- Constitución, legitimidad democrática y autonomía de los bancos centrales. Tirant, València (2005)
- Europa y el Mediterráneo. Perspectivas del diálogo intercultural (editor). Publicacions de la Universitat de València-Instituto Mediterráneo de Estudios Europeos, València (2006)
- Democracia, participación y voto electrónico (2007)
- Desafíos constitucionales. La Constitución ecuatoriana del 2008 en perspectiva. Coeditat amb Ramiro Ávila Santamaría i Agustín Grijalva. Ministerio de Justicia y Derechos Humanos i Tribunal Constitucional del Ecuador. Quito (2008).
- El proceso constituyente boliviano (2006-2008) en el marco del nuevo constitucionalismo latinoamericano. Enlace, La Paz (2008).
- Teoría y práctica del poder constituyente (editor). Tirant, València (2014)